# Cooköarna i olympiska sommarspelen 2000
Cooköarna deltog i de olympiska sommarspelen 2000 med en trupp bestående av två deltagare, en man och en kvinna, men ingen av landets deltagare erövrade någon medalj.

## Friidrott
Herrarnas 100 meter
- Teina Teiti
  - Omgång 1 — 11.22 (→ Gick inte vidare)

## Segling
Damer
| Seglare     | Gren    | Lopp | Lopp | Lopp | Lopp | Lopp | Lopp | Lopp | Lopp | Lopp | Lopp | Lopp | Summerad poäng | Finalplacering |
| Seglare     | Gren    | 1    | 2    | 3    | 4    | 5    | 6    | 7    | 8    | 9    | 10   | 11   | Summerad poäng | Finalplacering |
| ----------- | ------- | ---- | ---- | ---- | ---- | ---- | ---- | ---- | ---- | ---- | ---- | ---- | -------------- | -------------- |
| Turia Vogel | Mistral | 19   | 14   | 18   | 13   | 23   | 19   | 20   | 19   | 9    | 21   | 18   | 149            | 20             |

M = Medaljlopp; EL = Eliminerad – gick inte vidare till medaljloppet;